# Ross Whyte
Ross Whyte (født 31. august 1998) er en britisk curlingspiller.
Han repræsenterede Storbritannien under vinter-OL 2022 i Beijing, hvor han vandt sølv.